# Dirk Rehbein
Dirk Rehbein (* 14. August 1967 in Langenfeld) ist ein ehemaliger deutscher Fußballspieler.

## Sportliche Laufbahn
Dirk Rehbein spielte bis 1981 beim VfB 06 Langenfeld, durchlief ab 1981 die Jugendabteilungen Bayer 04 Leverkusens und wurde 1986 Deutscher A-Jugendmeister durch einen 2:0-Erfolg über den 1. FC Nürnberg, zu dem er im Finale beide Treffer beisteuerte. Bereits im Vorjahr war die Bayer-U-18 ins Endspiel vorgedrungen und hatte Rehbein getroffen, aber der Titel ging nach einem 2:4 gegen Eintracht Frankfurt nach Hessen.
Er debütierte am 6. Dezember 1986, dem 17. Spieltag der Saison 1986/87, noch als 19-Jähriger für die Werkself in der Bundesliga. 1987/88, also in jenem Jahr, in der die Bayer-Elf den UEFA Cup gewann, absolvierte Rehbein sein zweites und gleichzeitig letztes Spiel für Leverkusen, bevor er für die Spielzeit 1988/89 zum SC Fortuna Köln in die 2. Bundesliga wechselte. In Köln konnte sich der Mittelfeldspieler mit 15 Einsätzen 1988/89 und 21 Einsätzen 1989/90 nicht endgültig durchsetzen, erzielte aber je ein Tor in beiden Saisons.

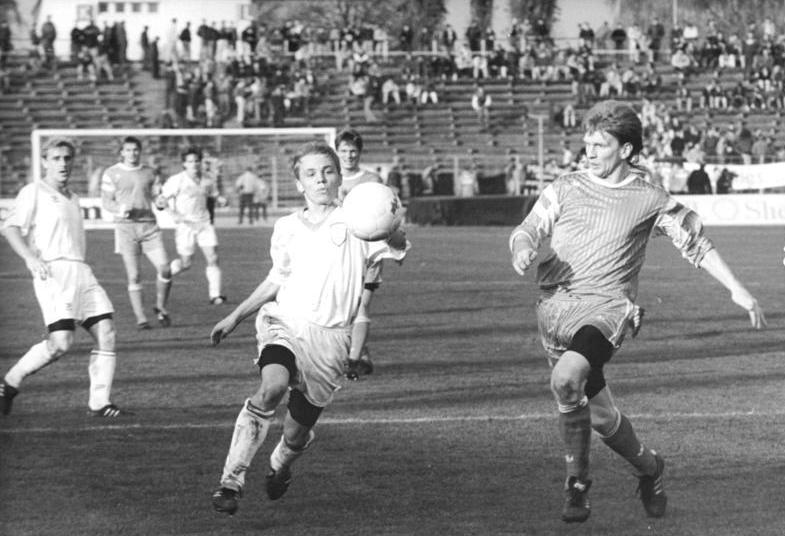
Dirk Rehbein (Mitte) im Kampf um den Ball gegen Dirk Wüllbier (1990)

Rehbein wechselte daraufhin für die letzte eigenständige Spielzeit des ostdeutschen Erstligafußballs zum damals als FC Berlin antretenden Oberligisten BFC Dynamo. Der DDR-Rekordmeister konnte sich als Tabellenelfter und damit Teilnehmer der Qualifikationsrunde in selbiger nicht für die 2. Bundesliga qualifizieren und musste nach der Zusammenführung von ost- und westdeutschem Fußball in der drittklassigen NOFV-Amateur-Oberliga antreten. In der Saison 1991/92 holte der BFC-Nachfolger in der Nordstaffel den 1. Platz, aber scheiterte in der Aufstiegsrunde am VfL Wolfsburg. Im Folgejahr wurden Rehbein und der FC Berlin Vierter.
Im Sommer 1993 schloss sich der Mittelfeldmann dem Lokalrivalen 1. FC Union Berlin an. Mit 13 Toren in 22 Partien hatte Rehbein 1993/94 maßgeblichen Anteil am Staffelsieg der Eisernen, die aber aufgrund einer Lizenzverweigerung nicht um den Kampf für ein Unterhausticket antreten durften und für die Saison 1994/95 in die neu gegründete Regionalliga Nordost integriert wurden. In 33 Einsätzen mit sechs Treffern konnte sich der ehemalige Erstligakicker wieder für höhere Aufgaben anbieten.
Rehbein unterschrieb im Sommer 1995 einen Vertrag beim Bundesligaaufsteiger F.C. Hansa Rostock, mit dem er 1995/96 mit 24 Einsätzen den 6. Platz belegte und zu einem weiteren Einsatz im DFB-Pokal kam. 1996/97 lief Rehbein lediglich in drei Ligaspielen auf und absolvierte einen weiteren Pokaleinsatz. Nach zwei Jahren in Rostock verließ er den Verein zum Saisonende und schloss sich dem Regionalligisten Tennis Borussia Berlin an, mit dem ihm 1997/98 über die Zusatzchance Amateurmeisterschaft 1998 der Aufstieg in Liga 2 gelang. In der folgenden Zweitligaspielzeit setzten ihn die Veilchen aber nicht ein.
Ab 1999 spielte Rehbein erneut beim BFC Dynamo, bei dem er 2001 seine aktive Karriere beendete. In der Regionalligasaison 1999/2000 konnte sich der BFC nicht für das aus nur noch zwei Staffeln bestehende dritte Level des deutschen Fußballs qualifizieren.

## Trivia
Rehbeins Sohn Lukas, Jahrgang 1993, war vom Beginn der Saison 2013/14 bis zum Jahresanfang 2016 ebenfalls beim BFC Dynamo aktiv.